# Danska brigaden
Danska brigaden (deutsch: ‚Dänische Brigade‘) war eine militärische Einheit am Ende des Zweiten Weltkrieges, die aus dänischen Flüchtlingen bestand, die in Schweden von 1943 bis 1945 ausgebildet wurden. Die Brigade sollte in der Operation Rädda Danmark verwendet werden. Am 5. Mai 1945, anlässlich der Teilkapitulation der Wehrmacht für Nordwestdeutschland, Dänemark und die Niederlande, setzte die Einheit über den Öresund vom schwedischen Helsingborg nach Helsingør in Dänemark über.
Am Ende des Krieges umfasste die Brigade 3.600 Männer und wurde von dem dänischen Generalmajor Kristian Knudtzon geführt.